# Silnice I/2 (Slovensko)
Silnice I. třídy 2 (I/2) je silnice I. třídy na Slovensku probíhající celá na západě. Její délka je 100,935 km a vede z města Holíč přes Záhorie do města Malacky a dále do hlavního města Bratislavy, kde se dotýká Malých Karpát a následně překonává Dunaj mostem Lafranconi. Dále obchází z východní strany panelové sídliště Petržalka předtím, než končí na maďarských hranicích za bratislavskou městskou částí Rusovce.
Silnice vede z velké části paralelně se železniční tratí Bratislava – Břeclav. Na silnici se nachází celkově 46 mostů.
Dnes má pro mezinárodní dopravu silnice I/2 už jenom malý význam, protože probíhá téměř celá souběžně s dálnicí D2. Před zavedením elektronického mýta pro nákladní vozidla v roce 2010 podléhala zpoplatnění dálničními nálepkami i silnice I/2, aby se zabránilo objíždění dálnice D2 nákladními auty. Z téhož důvodu je celá silnice od státní hranice s Českem až po Bratislavu (kromě úseků v obcích) zpoplatněná elektronickým mýtem.
Většinu silnice spravuje Slovenská správa ciest, kromě úseků na území hlavného mesta SR Bratislavy, které spravuje město prostřednictvím Magistrátu.

## Historie
Do roku 1918 patřilo území dnešního Slovenska Uhersku, které až roku 1848 nemělo žádné státní silnice. Silnice mezi Bratislavou a Holíčem byla v roce 1854 překlasifikována jako uherská okresní silnice, kterou měli bezplatně udržovat obyvatelé.
V letech 1918–1939 a 1945–1993 patřila k Československu a ponechala si své původní číslování (od roku 1946) i po oddělení Slovenska v roce 1993.
Větší část silnice I / 2 se nacházela na území Čech a Moravy a procházela v trase Humpolec – Jihlava – Brno – Břeclav – Kúty – Bratislava – hraniční přechod Rusovce / Rajka. Podle původních plánů československé silniční sítě měla silnice začínat už v Praze, přičemž úsek Praha – Humpolec měl být vybudován jako dálnice. Výstavba tohoto úseku se však v roce 1950 zastavila a po roce 1963, kdy byla usnesením vlády ČSSR č. 286/1963 nově definovaná československá dálniční síť a v návaznosti na zákon 135/1961, který vyčlenil dálnice jako zvláštní kategorii, se dodatečně úsek Humpolec – Jihlava nahradil úsekem Pelhřimov – Jihlava. Na území Čech a Moravy byla silnice I / 2 v souvislosti s výstavbou dálnic D1 a D2 postupně degradována na silnici II. třídy: po Brno na II / 602, za Brnem na II / 425, což bylo uvolněné číslo, kterým byla původně označena dnešní česká silnice III / 425004 v trase Mutěnice – Dubňany – Ratíškovice. Jelikož na Slovensku se silnice souběžné s dálnicí na rozdíl od Čech a Moravy nedegradovaly, zůstala silnice I / 2 silnicí I. třídy i po výstavbě dálnice D2, pro zachování pravidel uspořádání silniční sítě však byla prodloužena do Holíče rozmanité a přečíslováním úseku silnice II. třídy II / 426 Holíč – Kúty.
Až donedávna existoval na této silnici úsek z dlážděných povrchem v obci Kúty (Bratislavská ulice), což byla rarita vzhledem k tomu, že šlo o silnici I. třídy, jakož i úsek, který byl hlavním tahem přes obec. Úsek postavený v roce 1928 vydržel sice dlouhou dobu bez vážnějších oprav, ale stávalo se na něm mnoho závažných dopravních nehod hlavně za deště, a proto byl od roku 2005 klasifikována jako nehodové lokalita. V roce 2012 podstoupila Bratislavská ulice v koutech rekonstrukci, při níž byly dlažební kostky nahrazeny klasickou asfaltovou vozovkou. Pro odstavné pruhy se původní čedičové kostky použily do nižších vrstev namísto původně projektovaných živičných vrstev v tloušťce 15 cm z důvodu šetření finančních prostředků. Investorem rekonstrukce byla Slovenská správa silnic, IVSC Bratislava a dodavatelem Strabag.

## Průběh
I/2 začíná v Holíči, kde se kříží s I/51, II/426, II/590 a s III/1128. Potom pokračuje směrem na Kopčany, kde se kříží se silnicemi III/1134, III/1129 a III/1132. Po překročení hraníc se Skalickým okresem následuje obec Kúty a křižovatka se silnicemi II/425 a II/500 a s dálnicí D2. V obci Sekule se kříží s III/1144, potom se silnicí III/1140, přichází do obce Moravský Svätý Ján. Následně přechází I/2 do Bratislavského kraje (okres Malacky), kříží se s III/1109, III/1100 a III/1102. V obci Veľké Leváre se kříží s II/503. Silnice následně přichází do Malacek, tady se kříží s III/1103 a III/1105. Silnice dále směřuje na jih, u Lozorna se kříží s dálnicí D2 a s II/501. Silnice potom přichází do Stupavy, kde se kříží se silnicemi III/1108 a s II/505. Následně vstupuje I/2 do Bratislavy. Tady se kříží s III/1015 a II/505, napojuje se na dálnici D2 a D1, kříží se se silnicemi II/572 a I/61. Tady se odpojuje z D1. Následně pokračuje silnice směrem na jih, kříží se s III/1020 a končí na hraničním přechodu s Maďarskem. V Maďarsku pokračuje jako státní silnice 15.